# Ruta Nacional 273 (Argentina)
La Ruta Nacional 273 era el nombre que tenía antes de 1980 la carretera de 147 km en el sudoeste de la Provincia del Chubut, República Argentina, que une el km 217 de la Ruta Nacional 26, con el Paso Huemules, en el límite internacional con Chile.
Mediante el Decreto Nacional 1595 del año 1979 se prescribió que este camino pasara a jurisdicción provincial. El Gobierno de la Provincia del Chubut y la Dirección Nacional de Vialidad firmaron el día 5 de julio de 1980 el convenio de transferencia. Esto fue ratificado por la legislatura provincial en 1987. De esta manera se le cambió la denominación por Ruta Provincial 55.
En 1997 el tramo de 110 km de longitud ubicado al oeste de la Ruta Nacional 40 pasó nuevamente a la órbita nacional, convirtiéndose en la Ruta Nacional 260.
La calzada es de ripio.

## Localidades
Las pueblos (todos de menos de 1000 habitantes) por los que pasa esta ruta de este a oeste son los siguientes:

### Provincia del Chubut
Recorrido: 147 km (kilómetro 0-147)
- Departamento Río Senguer: Río Guenguel (km 56) y Lago Blanco (km 115).